# Exekutionsbewegung

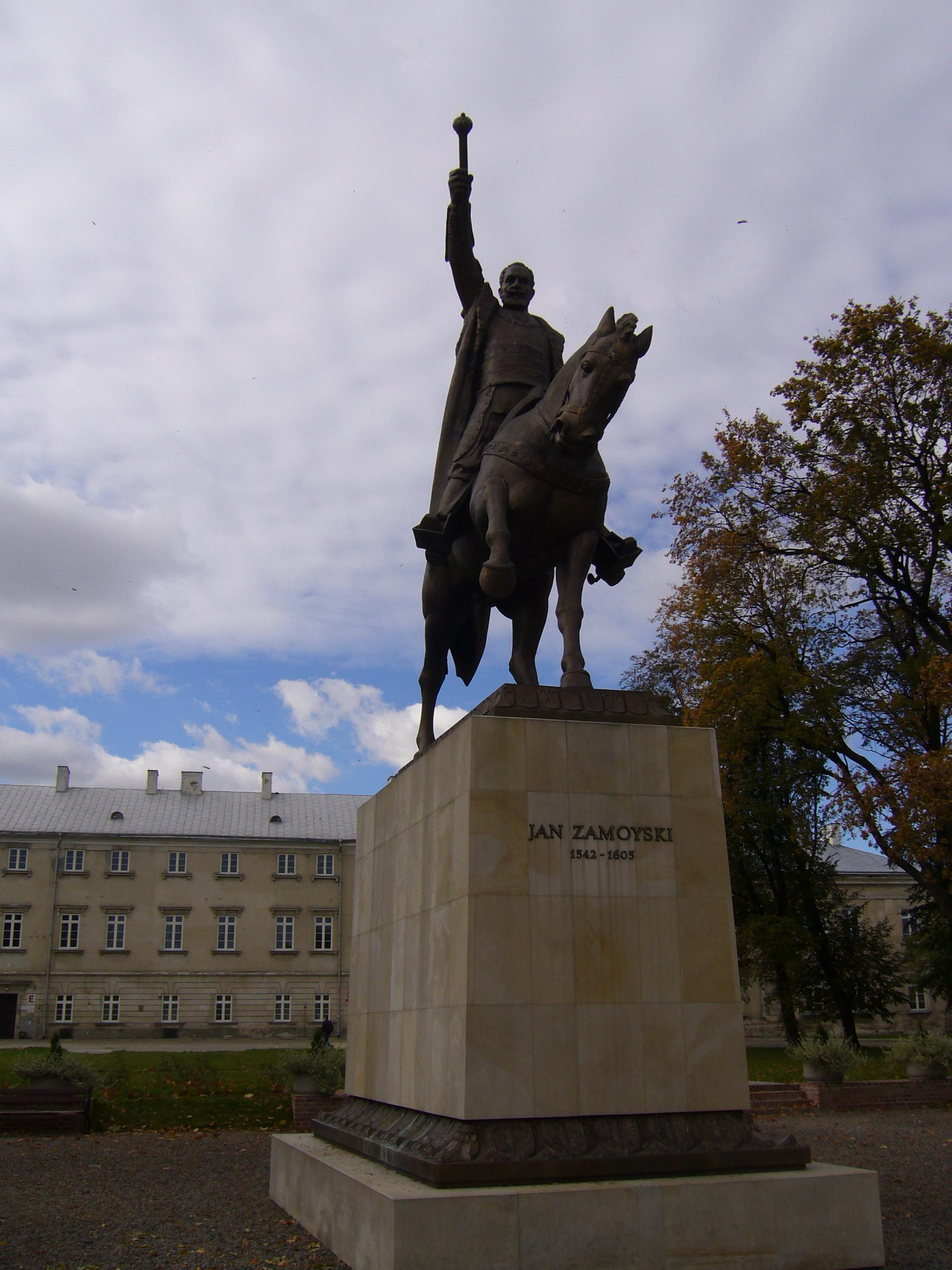
Reiterstatue von Jan Zamoyski in Zamość

Die Exekutionsbewegung war eine politische Bewegung im mittleren Adel in Polen im 16. Jahrhundert, die Reformen auf dem Gebiet der Justiz, der Finanzen und des Militärs erreichen wollte und eine stärkere finanzielle Beteiligung der Kirche forderte. Gegner waren teils der polnische König, vor allem aber die hochadligen Magnaten.
Der Name Exekution bezieht sich im Polnischen (ruch egzekucyjny, egzekucja praw, egzekucja dóbr) auf die Ausführung von Gesetzen oder den Einzug von Gütern. Die Anhänger wurden popularyści („Popularisten“) oder zamoyszczycy („Zamoyskiten“ nach Jan Zamoyski) genannt.
Außer dem Kanzler Jan Zamoyski waren die Sejmmarschälle Mikołaj Sienicki und Rafał Leszczyński sowie Politiker wie Hieronim Ossoliński, Jakub Ostroróg und Jan Ponętowski die Köpfe der Bewegung. Einige von ihnen waren selbst große Magnaten. Unterstützung erhielten sie durch humanistische Gelehrte wie Andrzej Frycz Modrzewski und Jan Łaski oder Autoren wie Augustinus Rotundus.

## Forderungen
Die Hauptforderungen waren
- Erhalt der Rechte und Gebräuche, die in den Konstitutionen des Sejms enthalten sind (d. h. alte Rechtsakte), sowie die Kodifikation von Gesetzen
- die Rückgabe von Ämtern an die Krone, die illegal von vielen Magnaten verwaltet wurden, daher die „Exekution der Güter“
- die Durchsetzung der incompatibilitas (ab 1504), d. h. das Verbot der Ämterhäufung und die Regeln der Eigentumswahrung
- die Ausweitung der Befugnisse des Sejms; begleitet von der Losung Nihil Novi ("nichts Neues" ohne die Abgeordnetenkammer) und den Forderungen einer starken Regierung unter Beteiligung des gesamten Adels an der Legislative
- Modernisierung der Gerichtsverfahren
- die Abschaffung des Klerusprivilegs, die Besteuerung und die Säkularisierung kirchlicher Güter
- die Stärkung der Union mit Litauen
- Wählbarkeitsbestätigung (Einwand gegen eine Wahl Vivente Rege)
- Neuverteilung der Staatskasse – die Zuweisung des vierten Teils des Staatseinkommens an die Armee
- Errichtung einer stehenden Armee
- Garantie der Religionsfreiheit
- Einführung der totalen Zollfreiheit
- Stärkung der Position des Adels gegenüber den Bürgern: die Beseitigung der Gilden

## Entstehung und Verlauf
Der Hochadel wollte den übrigen Adel (Szlachta) von der Macht im Staat weitgehend ausschließen. König Alexander der Jagiellone mit einer Stütze in Litauen (1501) beschränkte die königliche Macht auf hochadlige Senatoren, was den ausgeschlossenen Adel unzufrieden machte und Widerstand auslöste. Er weigerte sich, Steuern zu zahlen. Die Bürgermeister kooperierten nicht mit dem Senat. Im Sejm von 1503 versuchte der Senat, den Adel zu gewinnen, und verschärfte die Gesetzgebung für Stadtbewohner und Bauern. Der Führer des Adels von Wielkopolskie, Jan Łaski (seine Gesetzgebung aus den Jahren 1504–1506 war die Grundlage der Exekutionsforderungen in späteren Jahren), führte den „Angriff“ auf die Magnaten an. 1504 wurde die Verteilung von Lizenzgebühren begrenzt und dem Sejm übertragen. Der Einzug willkürlich beschlagnahmter Länder hatte begonnen. Ämterhäufung in einer Hand wurde verboten (incompatibilitas). Der Kleinadel gewann seine im Jahre 1501 verlorenen Privilegien zurück.
König Sigismund I. stützte sich wieder auf die Magnaten und ließ seinen Sohn 1529 vivente rege wählen. Auch die Wirtschaftspolitik der Königin Bona Sforza missfiel, sodass 1537 ein Rokosz (Hühnerkrieg) gegen den König von Lwiw ausging. Dieser gab etwas nach und bestätigte die alten Regeln, ohne aber wirklich die Macht zu verlieren.
Die Warschauer Konföderation 1673 sicherte die Religionsfreiheit in Polen. Mit König Stephan Báthory gewann die Krone weiter an Macht und die Exekutionsbewegung verlor langsam an Einfluss.